# سدویل (اورگن)
سدویل (به انگلیسی: Sodaville) شهری در شهرستان یونیون ایالت اورگن است و در سرشماری سال ۲۰۱۱ میلادی، ۳۰۶ نفر جمعیت داشته که نسبت به سال ۲۰۱۰، ۰٫۶۵ درصد رشد جمعیت داشته‌است.